# Măgura, Caraș-Severin
Măgura este un sat în comuna Zăvoi din județul Caraș-Severin, Banat, România.

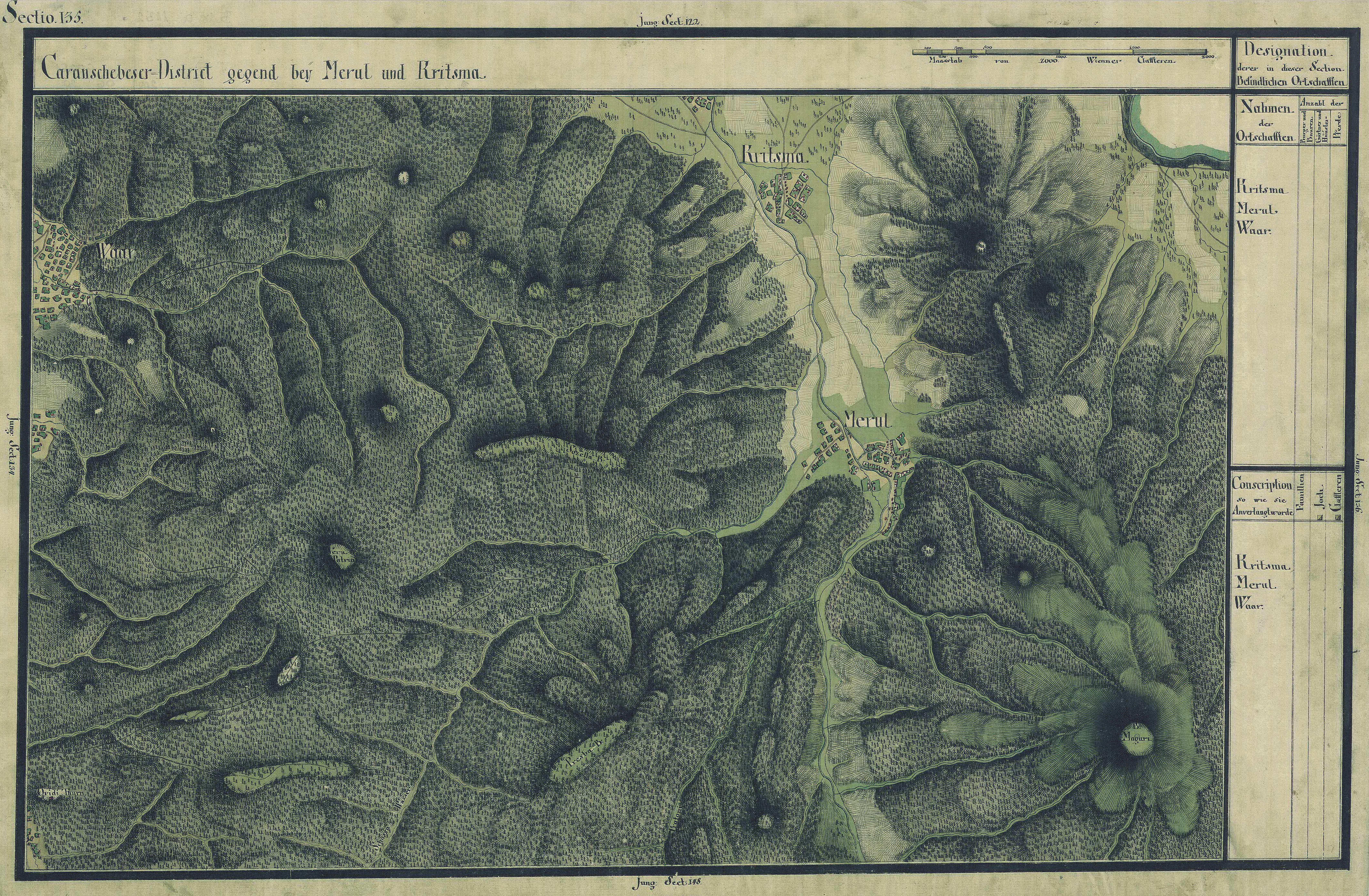
Măgura în Harta Iosefină a Banatului, 1769-72